# Mistrzostwa Świata w Narciarstwie Dowolnym 1989
Mistrzostwa świata w narciarstwie dowolnym 1989 były to drugie mistrzostwa świata w narciarstwie dowolnym. Odbyły się w niemieckim Oberjoch, części Bad Hindelang, w dniach 1 – 5 marca 1989 r. Zarówno mężczyźni jak i kobiety rywalizowali w tych samych czterech konkurencjach: jeździe po muldach, skokach akrobatycznych, balecie narciarskim oraz kombinacji. Reprezentanci Polski nie startowali.

## Wyniki

### Mężczyźni

#### Jazda po muldach
- Data: 3 marca 1989

| Medal | Zawodnik          | Narodowość        |
| ----- | ----------------- | ----------------- |
|       | Edgar Grospiron   | Francja           |
|       | Jürg Biner        | Szwajcaria        |
|       | Éric Berthon      | Francja           |
| 4     | Scott Ogren       | Stany Zjednoczone |
| 5     | Olivier Allamand  | Francja           |
| 6     | John Smart        | Kanada            |
| 7     | Nelson Carmichael | Stany Zjednoczone |
| 8     | Bernard Brandt    | Szwajcaria        |

#### Skoki akrobatyczne
- Data: 5 marca 1989

| Medal | Zawodnik          | Narodowość        |
| ----- | ----------------- | ----------------- |
|       | Lloyd Langlois    | Kanada            |
|       | Didier Méda       | Francja           |
|       | Philippe Laroche  | Kanada            |
| 4     | Jean-Marc Bacquin | Francja           |
| 5     | Trace Worthington | Stany Zjednoczone |
| 6     | Hugo Bonatti      | Austria           |
| 7     | Chris Haslock     | Stany Zjednoczone |
| 8     | Chris Simboli     | Kanada            |

#### Balet narciarski
- Data: 1 marca 1989

| Medal | Zawodnik           | Narodowość        |
| ----- | ------------------ | ----------------- |
|       | Hermann Reitberger | RFN               |
|       | Lane Spina         | Stany Zjednoczone |
|       | Dave Walker        | Kanada            |
| 4     | Hubert Sewald      | RFN               |
| 5     | Rune Kristiansen   | Norwegia          |
| 6     | Roberto Franco     | Włochy            |
| 7     | Richard Pierce     | Kanada            |
| 8     | Chris Simboli      | Kanada            |

#### Kombinacja
- Data: 5 marca 1989

| Medal | Zawodnik           | Narodowość        |
| ----- | ------------------ | ----------------- |
|       | Chris Simboli      | Kanada            |
|       | Scott Ogren        | Stany Zjednoczone |
|       | Rafael Herrero     | Hiszpania         |
| 4     | Klaus Pescolderung | Włochy            |

### Kobiety

#### Jazda po muldach
- Data: 3 marca 1989

| Medal | Zawodnik             | Narodowość        |
| ----- | -------------------- | ----------------- |
|       | Raphaëlle Monod      | Francja           |
|       | Donna Weinbrecht     | Stany Zjednoczone |
|       | Tatjana Mittermayer  | RFN               |
| 4     | Liz McIntyre         | Stany Zjednoczone |
| 5     | Silvia Marciandi     | Włochy            |
| 6     | Birgit Stein-Keppler | RFN               |
| 7     | Petra Moroder        | Włochy            |
| 8     | LeeLee Morrison      | Kanada            |

#### Skoki akrobatyczne
- Data: 5 marca 1989

| Medal | Zawodnik          | Narodowość        |
| ----- | ----------------- | ----------------- |
|       | Catherine Lombard | Francja           |
|       | Sonja Reichart    | RFN               |
|       | Melanie Palenik   | Stany Zjednoczone |
| 4     | Elfie Simchen     | RFN               |
| 5     | Hiroko Fujii      | Japonia           |
| 6     | Jodie Spiegel     | Stany Zjednoczone |
| 7     | Maria Quintana    | Stany Zjednoczone |
| 8     | Chizuko Kudo      | Japonia           |

#### Balet narciarski
- Data: 1 marca 1989

| Medal | Zawodnik         | Narodowość        |
| ----- | ---------------- | ----------------- |
|       | Jan Bucher       | Stany Zjednoczone |
|       | Conny Kissling   | Szwajcaria        |
|       | Lucie Barma      | Kanada            |
| 4     | Conny Kissling   | Szwajcaria        |
| 5     | Nadège Ferrier   | Francja           |
| 6     | Meredith Gardner | Kanada            |
| 7     | Karen Hunter     | Stany Zjednoczone |
| 8     | Viviane Dictus   | Belgia            |

#### Kombinacja
- Data: 5 marca 1989

| Medal | Zawodnik             | Narodowość        |
| ----- | -------------------- | ----------------- |
|       | Melanie Palenik      | Stany Zjednoczone |
|       | Conny Kissling       | Szwajcaria        |
|       | Meredith Gardner     | Kanada            |
| 4     | Tarsha Ebbern        | Australia         |
| 5     | Wasilisa Siemienczuk | ZSRR              |

## Klasyfikacja medalowa
| Miejsce | Państwo           |   |   |   | Razem |
| ------- | ----------------- | - | - | - | ----- |
| 1.      | Francja           | 3 | 1 | 1 | 5     |
| 2.      | Stany Zjednoczone | 2 | 3 | 1 | 6     |
| 3.      | Kanada            | 2 | 0 | 4 | 6     |
| 4.      | RFN               | 1 | 1 | 1 | 3     |
| 5.      | Szwajcaria        | 0 | 3 | 0 | 3     |
| 6.      | Hiszpania         | 0 | 0 | 1 | 1     |